# Janet Russell Perkins
Janet Russell Perkins, née le 20 mars 1853 à Lafayette (Indiana) et morte le 7 juillet 1933 à Hinsdale, est une botaniste et ptéridologue américaine qui a fait sa carrière de botaniste en Allemagne.

## Carrière
Après avoir obtenu son Bachelor of Arts en 1872 de l'université du Wisconsin, elle s'installe en Europe où elle travaille comme professeur particulier à Hildesheim en Allemagne et étudie la musique et les langues à Paris. De retour aux États-Unis en 1875, elle enseigne durant une vingtaine d'années à Chicago.
Elle repart alors en Europe pour poursuivre ses études durant quatre ans (1895-1899) à Berlin, avant de présenter son doctorat à l'université de Heidelberg. Sa thèse est une monographie du genre Mollinedia appartenant à la famille des Monimiaceae, dont elle avait déjà étudié en 1890 le genre Lauterbachia. Elle retourne ensuite à Berlin où elle travaille au musée botanique sous la direction d'Adolf Engler.

## Quelques publications
Janet Russell Perkins est l'auteur de nombreuses contributions en allemand ou en anglais sur des plantes tropicales, notamment :
- (en + la) Leguminosae of Puerto Rico. 1906-1907
- (de + la) Styracaceae. Mit 191 Einzelbildern in 18 Figuren. 1907
- (en + la) Fragmenta Florae Philippinae. Contributions to the flora of the Philippine Islands. 1904
- (de + la) Monimiaceae. Mit 309 Einzelbildern in 28 Figuren. 1901